# Czubatka (roślina)

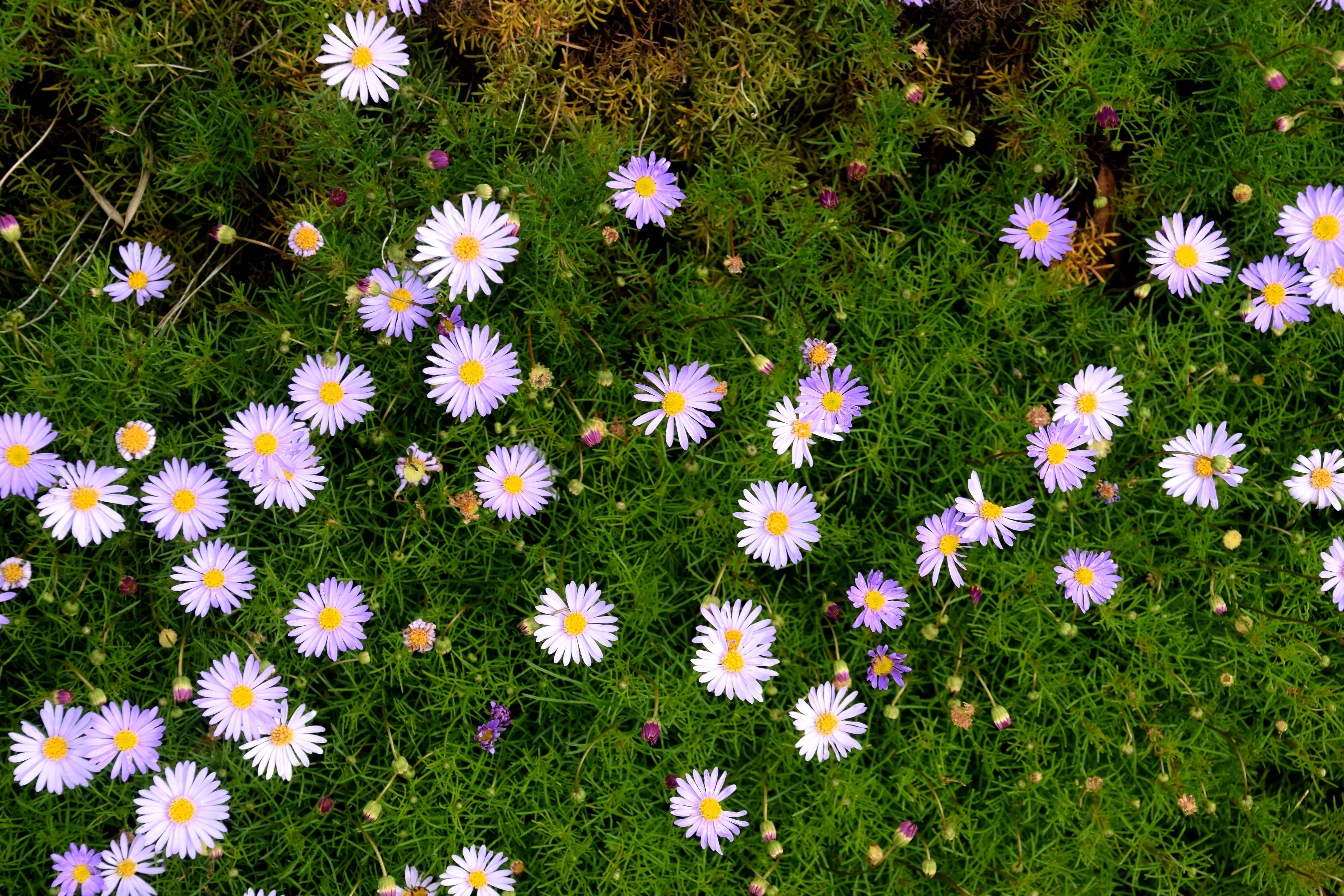
Brachyscome multifida

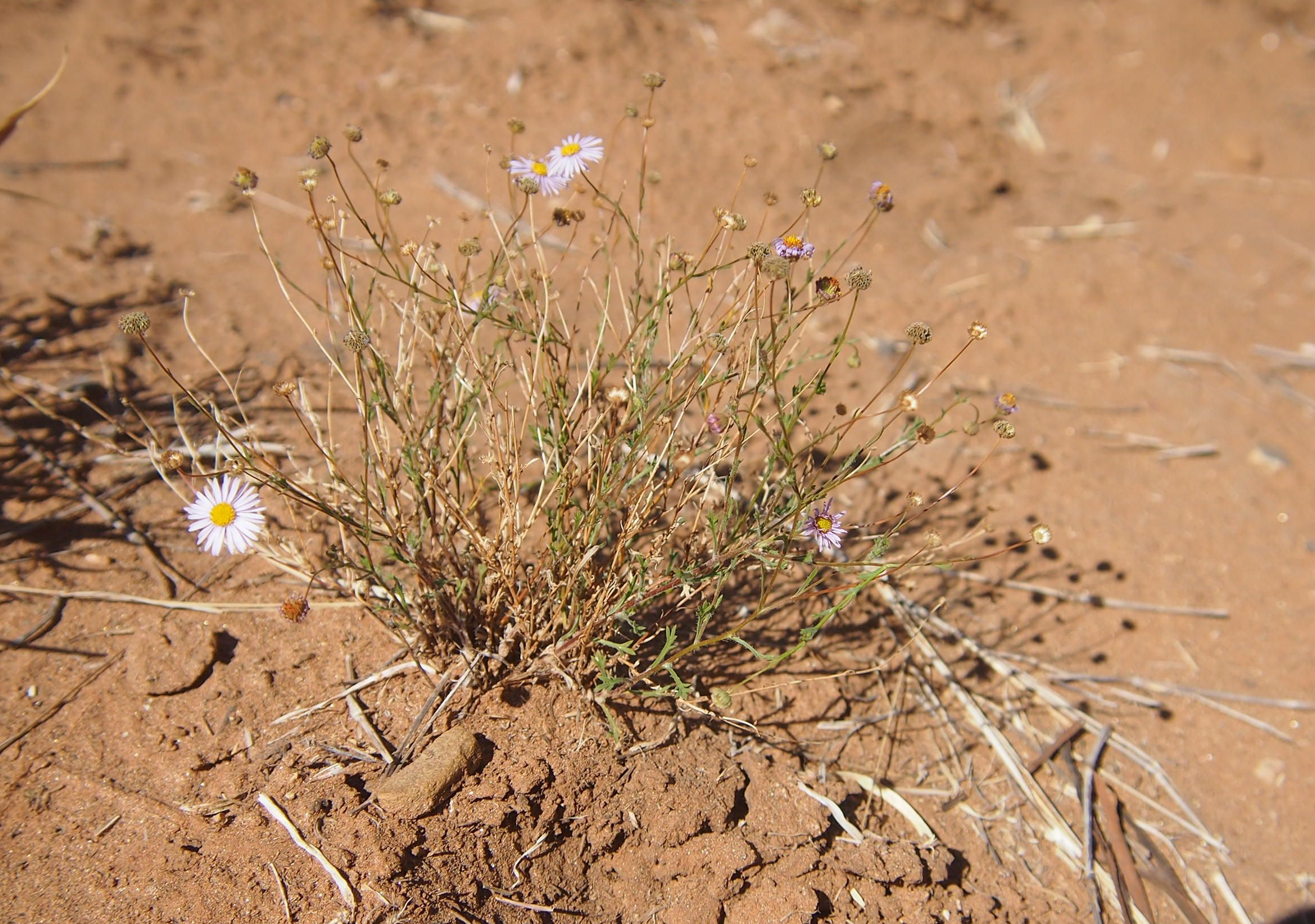
Brachyscome ciliaris

Czubatka (Brachyscome Cass.) – rodzaj roślin z rodziny astrowatych. Obejmuje 97 gatunków. Większość z nich występuje w Australii, pojedyncze gatunki rosną na wyspach Nowej Zelandii, na Norfolk i Nowej Gwinei.
Niektóre gatunki, a zwłaszcza czubatka ubiorkolistna B. iberidifolia, uprawiane są jako rośliny ozdobne.

## Morfologia

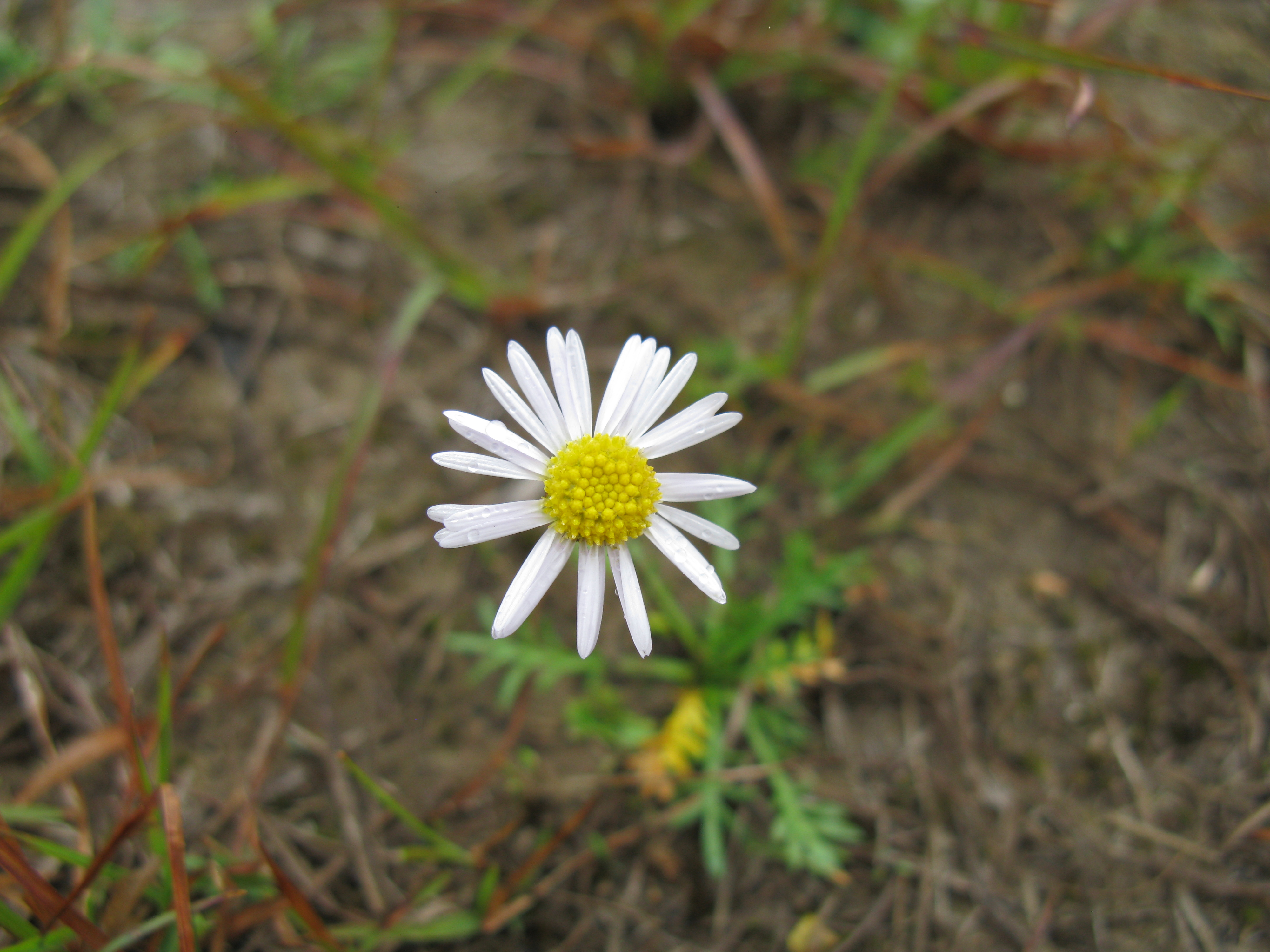
Brachyscome dissectifolia

PokrójRośliny roczne i byliny o pędach nagich lub owłosionych, w tym gruczołowato, o łodygach czasem wyrastających z kłącza, prosto wzniesionych lub rozpościerających się.
LiścieZebrane w rozetę przyziemną lub rozmieszczone skrętolegle wzdłuż łodygi, całobrzegie do pierzasto wcinanych.
KwiatyZebrane w pojedyncze lub kilka koszyczków rozwijające się na z reguły długich szypułach. Okrywa koszyczka dzwonkowata lub półkulista, z listkami w 2–3 szeregach o wyrównanej długości, podługowatych, tępych, zielonych, ale zwykle z błoniastym brzegiem. Dno koszyczka wypukło-stożkowate. Kwiaty języczkowate na skraju koszyczka w jednym lub dwóch szeregach, liczne, barwy białej, żółtej, różowej lub niebieskiej. Języczkowate płatki rozpostarte lub podwijające się.
OwoceNiełupki obłe lub spłaszczone, czasem oskrzydlone, nagie lub pokryte szczecinkami. Puch kielichowy zredukowany całkiem lub w postaci drobnych łusek.

## Systematyka
Pozycja systematyczna
Rodzaj w obrębie rodziny astrowatych Asteraceae klasyfikowany jest do podrodziny Asteroideae i plemienia Astereae.
Wykaz gatunków
- Brachyscome abercrombiensis P.S.Short
- Brachyscome aculeata (Labill.) Cass. ex Less. – czubatka kolczasta[5]
- Brachyscome ascendens G.L.Davis
- Brachyscome assamica C.B.Clarke
- Brachyscome barkerae P.S.Short
- Brachyscome basaltica F.Muell.
- Brachyscome bellidioides Steetz
- Brachyscome billabongensis P.S.Short
- Brachyscome blackii G.L.Davis
- Brachyscome breviscapis C.R.Carter
- Brachyscome brownii P.S.Short
- Brachyscome campylocarpa J.M.Black
- Brachyscome casstiana P.S.Short
- Brachyscome chrysoglossa F.Muell.
- Brachyscome ciliaris (Labill.) Less.
- Brachyscome coongiensis Munir
- Brachyscome cuneifolia Tate
- Brachyscome curvicarpa G.L.Davis
- Brachyscome dalbyensis P.S.Short
- Brachyscome debilis Sond.
- Brachyscome decipiens Hook.f.
- Brachyscome dichromosomatica C.R.Carter
- Brachyscome dimorphocarpa G.L.Davis
- Brachyscome dissectifolia G.L.Davis
- Brachyscome diversifolia (Graham ex Hook.) Fisch. & C.A.Mey.
- Brachyscome elegans J.Kost.
- Brachyscome eriogona (J.M.Black) G.L.Davis
- Brachyscome exilis Sond.
- Brachyscome eyrensis G.L.Davis
- Brachyscome foliosa P.S.Short
- Brachyscome formosa P.S.Short
- Brachyscome georginensis P.S.Short
- Brachyscome gilesii P.S.Short
- Brachyscome glandulosa Benth.
- Brachyscome goniocarpa Sond. & F.Muell.
- Brachyscome gracilis G.L.Davis
- Brachyscome graminea (Labill.) F.Muell.
- Brachyscome iberidifolia Benth. – czubatka ubiorkolistna[5]
- Brachyscome kaputarensis P.S.Short
- Brachyscome leptocarpa F.Muell.
- Brachyscome lineariloba (DC.) Druce
- Brachyscome linearis Druce
- Brachyscome longiscapa G.Simpson & J.S.Thomson
- Brachyscome lucens Molloy & Heenan
- Brachyscome melanocarpa Sond. & F.Muell.
- Brachyscome microcarpa F.Muell.
- Brachyscome mittagongensis P.S.Short
- Brachyscome montana G.Simpson
- Brachyscome muelleri Sond.
- Brachyscome muelleroides G.L.Davis
- Brachyscome multifida DC. – czubatka wielodzielna[5]
- Brachyscome nivalis F.Muell.
- Brachyscome nodosa P.S.Short & K.Watan.
- Brachyscome nova-anglica G.L.Davis
- Brachyscome obovata G.L.Davis
- Brachyscome paludicola P.S.Short
- Brachyscome papillosa G.L.Davis
- Brachyscome papuana Mattf.
- Brachyscome parvula Hook.f.
- Brachyscome perpusilla J.M.Black
- Brachyscome petrophila G.L.Davis
- Brachyscome pinnata Hook.f.
- Brachyscome procumbens G.L.Davis
- Brachyscome ptychocarpa F.Muell.
- Brachyscome pusilla Steetz
- Brachyscome radicans Steetz
- Brachyscome radicata Hook.f.
- Brachyscome rara G.L.Davis
- Brachyscome readeri G.L.Davis
- Brachyscome rigidula (DC.) G.L.Davis
- Brachyscome riparia G.L.Davis
- Brachyscome rudallensis P.S.Short
- Brachyscome salkiniae P.S.Short
- Brachyscome scapigera (Sieber ex Spreng.) DC.
- Brachyscome segmentosa F.Muell.
- Brachyscome sieberi DC.
- Brachyscome simulans P.S.Short
- Brachyscome sinclairii Hook.f.
- Brachyscome smithwhitei P.S.Short & K.Watan.
- Brachyscome spathulata Gaudich.
- Brachyscome staceae P.S.Short
- Brachyscome stolonifera G.L.Davis
- Brachyscome stuartii Benth.
- Brachyscome tadgellii Tovey & P.Morris
- Brachyscome tamworthensis P.S.Short
- Brachyscome tasmanica P.S.Short
- Brachyscome tatei J.M.Black
- Brachyscome tenuiscapa Hook.f.
- Brachyscome tesquorum J.M.Black
- Brachyscome tetrapterocarpa G.L.Davis
- Brachyscome trachycarpa F.Muell.
- Brachyscome trisecta P.S.Short
- Brachyscome walshii P.S.Short
- Brachyscome watanabei P.S.Short
- Brachyscome whitei G.L.Davis
- Brachyscome willisii P.S.Short
- Brachyscome xanthocarpa D.A.Cooke